# Варнсдорф
Варнсдорф (на чешки: Varnsdorf; на немски: Warnsdorf; на горнолужишки: Warnoćicy) е град в най-северната част на Чехия, в Устецки край, окръг Дечин. Градът е разположен на югоизток от Шлукновското било. През Варнсдорф протича река Мандава. Градът е обкръжен от три страни от територията на Германия и се намира на 32 km източно от Дечин и на 34 km северозападно от Либерец.
Варнсдорф е вторият по брой на населението град в окръг Дечин. Състои се от градските райони Варнсдоф, Студанка и Светлини. Градът е административен център на община с разширени правомощия, в която освен Варнсдорф влизат общините Хорни Подлужи, Долни Подлужи, Иржетин под Едловоу, Рибнище и Хршибска. Във Варнсдорф се намират следните погранични пунктове на границата с Германия: автомобилните Варнсдорф-Зайфхенерсдорф и Варнсдорф-Гросшьонау и тези на транзитната железопътна линия от Цитау до Айбау.

## История
Историята на града започва през втората половина на 14 век, с основаването на земеделски стопанства. През 1868 г., когато селото е считано като най-голямото в Австро-Унгария, му е даден статут на град. През същата година във Варнсдорф пристига първият влак от Дечин и благодарение на железопътната линия в града започва да се развива промишленост, преди всичко машиностроителна и текстилна. През втората половина на 19 век градът е известен с прозвището „Малкият Манчестър на чешка Швейцария“ или „Старочешкият Манчестър“. През 1872 г. е основана местната епархия на старокатолическата църква. През 1947 г. в града протича Варнсдорфската стачка, имаща важно значение за събитията от 1948 г. в Чехословакия. След Втората световна война за Варнсдорф се говори като „град на младежи, градини и фабрични комини“.

## Известни жители
- Еверин Опела (роден 1945 г.), немска актриса
- Петер Кийн (1919–1944), поет
- Гернот Ципе (1917–2008), инженер и изобретател на вид газова центрофуга